# Vincenzo Malvezzi Bonfioli
Vincenzo Malvezzi Bonfioli (Bologna, 22 febbraio 1715 – Cento, 3 dicembre 1775) è stato un cardinale e arcivescovo cattolico italiano.

## Biografia
Nacque a Bologna il 22 febbraio 1715 dal conte Pietro Paolo I Malvezzi e da Maria Caterina Leoni. Fu educato nel collegio dei nobili di San Francesco Saverio della sua città natale, retto dai padri Gesuiti. In seguito entrò nel seminario di Bologna e fu ammesso agli ordini maggiori.
Il 25 febbraio 1736 fu nominato canonico della Cattedrale di San Pietro, finché il papa Benedetto XIV non lo chiamò a Roma per eleggerlo suo maestro di camera e canonico della Basilica di Santa Maria Maggiore. Il 26 novembre 1753 fu creato cardinale, e il 10 dicembre dello stesso anno gli fu assegnato il titolo presbiterale dei Santi Marcellino e Pietro.
Nel concistoro del 14 gennaio 1754 fu nominato Arcivescovo di Bologna, dove fece il suo solenne ingresso il 31 maggio. Il 15 agosto 1756 consacrò nuovamente la Cattedrale. Fece anche restaurare il cortile dell'arcivescovado e costruire la facciata del seminario (a partire dal 1772) dall'architetto Francesco Tadolini. Su incarico del pontefice si adoperò per cacciare i Gesuiti da Bologna, e, nonostante le resistenze del Senato e di parte del popolo bolognese, riuscì ad approvarne la soppressione (6 febbraio 1773).
Prese parte ai conclavi del 1758, 1769 e 1775. Nel giugno del 1774 il papa Clemente XIV gli affidò l'ufficio di datario, rimasto vacante alla morte del cardinale Carlo Alberto Guidobono Cavalchini.
Di ritorno dall'ultimo conclave si ammalò gravemente, e poco dopo morì a Cento, dove si era trasferito sperando in un miglioramento. Fu sepolto nella Cattedrale di Bologna.

## Genealogia episcopale
La genealogia episcopale è:
- Cardinale Scipione Rebiba
- Cardinale Giulio Antonio Santori
- Cardinale Girolamo Bernerio, O.P.
- Arcivescovo Galeazzo Sanvitale
- Cardinale Ludovico Ludovisi
- Cardinale Luigi Caetani
- Cardinale Ulderico Carpegna
- Cardinale Paluzzo Paluzzi Altieri degli Albertoni
- Papa Benedetto XIII
- Papa Benedetto XIV
- Cardinale Vincenzo Malvezzi Bonfioli